# Carcharodus
Carcharodus es un género de lepidópteros ditrisios de la subfamilia Pyrginae  dentro de la familia Hesperiidae.

## Especies
- Carcharodus alceae Esper, 1780
- Carcharodus tripolina Verity, 1925
- Carcharodus lavatherae Esper, 1783
- Carcharodus baeticus Rambur, 1840
- Carcharodus floccifera Zeller, 1847
- Carcharodus orientalis Reverdin, 1913
- Carcharodus stauderi Reverdin, 1913
- Carcharodus dravira Moore, 1875

## Galería

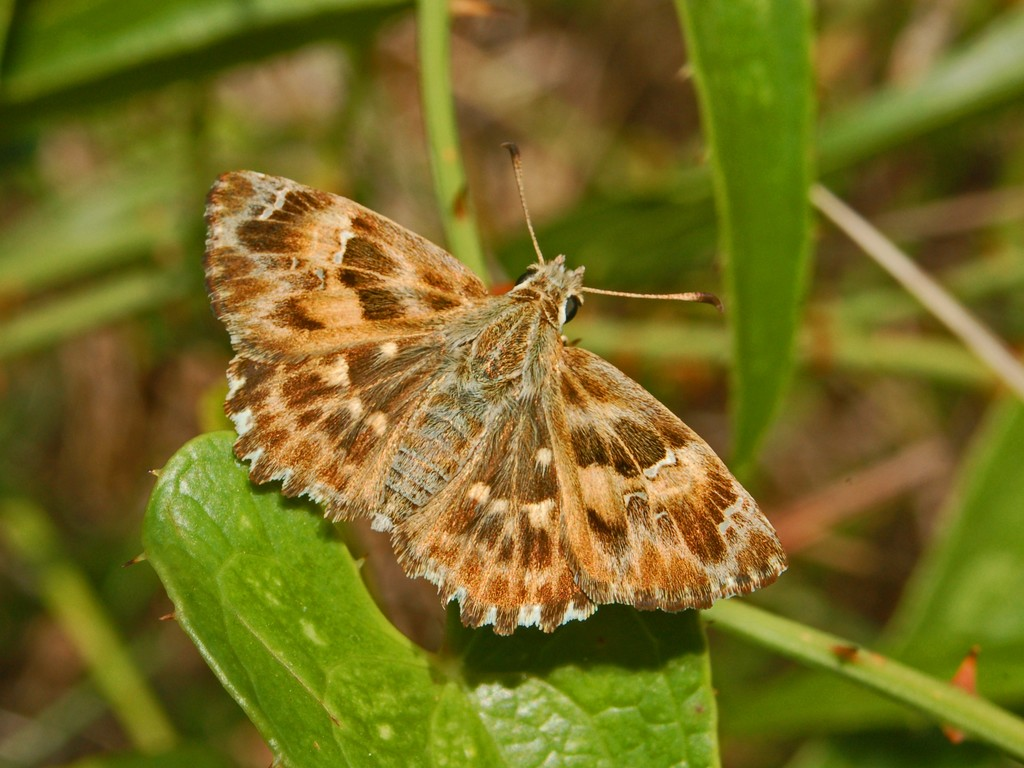
Carcharodus alceae
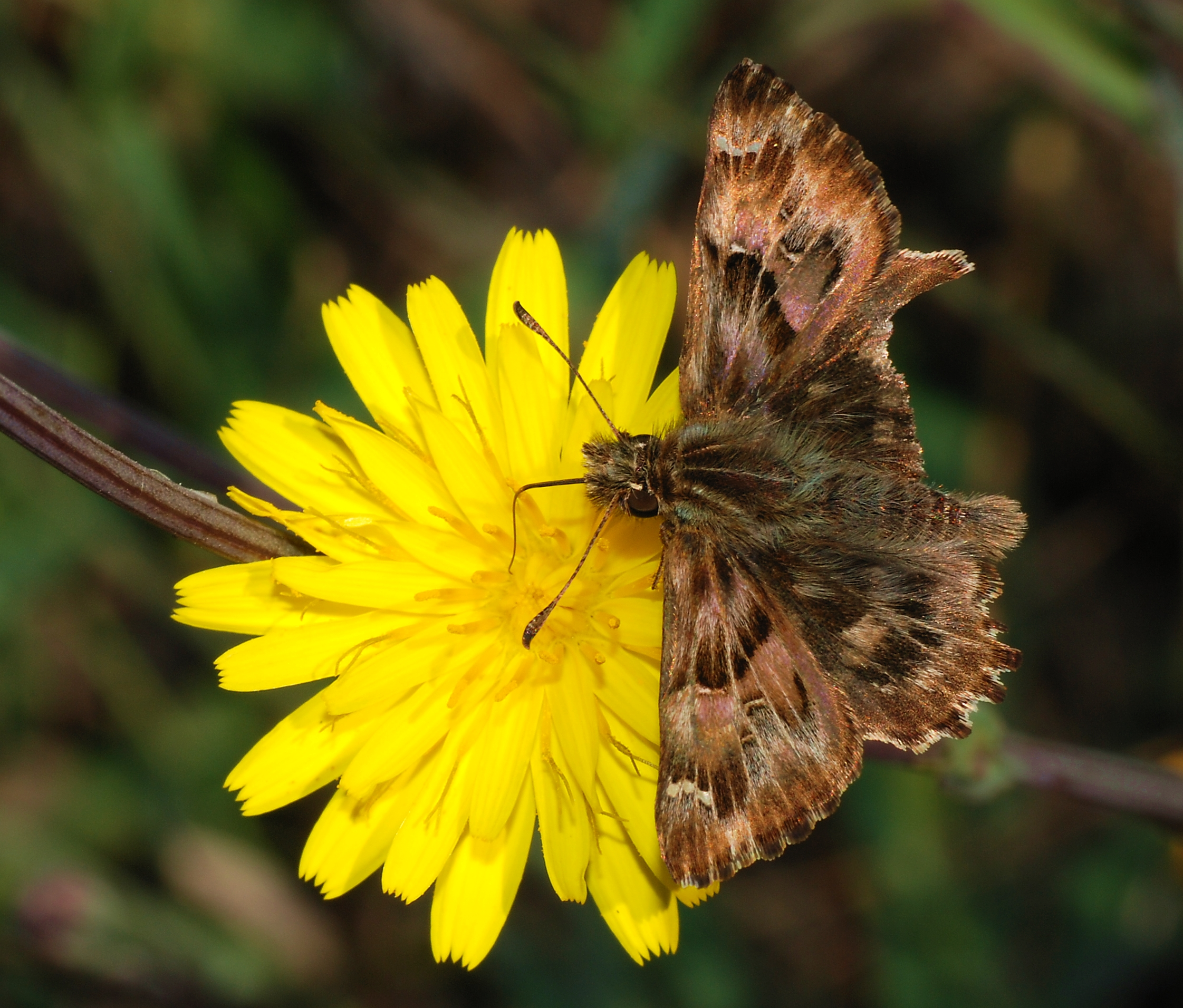
Carcharodus tripolina